# Reichsstraße 382
Die Reichsstraße 382 (R 382) war bis 1945 eine Staatsstraße des Deutschen Reichs. Sie verlief zunächst im 1939 aus annektierten Gebieten Polens gebildeten Reichsgau Wartheland in West-Ost-Richtung von der Stadt Kostrzyn  (deutsch: Kostschin), wo sie von der Reichsstraße 114 (heute Droga ekspresowa S5) abzweigte, über Gniezno (deutsch: Gnesen) weiter nach Nordosten durch den damaligen Reichsgau Danzig-Westpreußen (heutiger Verlauf der Droga krajowa 15) über Inowrocław (zeitweise Hohensalza), wo die Reichsstraße 380 auf sie traf, und weiter nach Toruń (Thorn), wo sie die Weichsel überquerte und wo u. a. die Reichsstraße 129 nach Norden abzweigte, und weiter über das Dorf Lipnica (Kreuzung mit der damaligen Reichsstraße 384), Brodnica (Strasburg) (Kreuzung mit der damaligen Reichsstraße 78), trat bei Działdowo (Soldau) in den Ostpreußen wieder angegliederten, im Versailler Vertrag an Polen abgetretenen Teil Ostpreußens ein, erreichte vor Mława (deutsche Bezeichnung: Mielau) den an Ostpreußen angeschlossenen, neu gebildeten Regierungsbezirk Zichenau, verlief über Gudrusk (Kreuzung mit der damaligen Reichsstraße 128), Przasnysz (deutsche Bezeichnung Praschnitz) und von dort weiter auf der Trasse der heutigen Droga krajowa 57 nach Maków Mazowiecki, schließlich von dort nach Szelków, wo sie endete.
Ihre Gesamtlänge betrug rund 365 Kilometer.